# ميكي توماس
ميكي توماس (بالإنجليزية: Mickey Thomas)‏ (7 يوليو 1954 في المملكة المتحدة - ) هو لاعب كرة قدم بريطاني في مركز الوسط. شارك مع منتخب ويلز لكرة القدم. أما مع النوادي، فقد لعب مع برايتون أند هوف ألبيون وتشيلسي وديربي كاونتي وستوك سيتي وشروزبري تاون وليدز يونايتد ومانشستر يونايتد ونادي إيفرتون ونادي ريكسهام ووست بروميتش ألبيون ونادي بورثمادوغ وويتشاتا وينغز ‏.

## وصلات خارجية
- ميكي توماس على موقع الاتحاد الأوربي (الإنجليزية)
- ميكي توماس على موقع قاعدة بيانات كرة القدم.إي يو (الإنجليزية)